# Росбах (Вестервальд)
Росбах (нем. Roßbach) — община в Германии, в земле Рейнланд-Пфальц.
Входит в состав района Вестервальд. Подчиняется управлению Хахенбург. Население составляет 835 человек (на 31 декабря 2010 года). Занимает площадь 7,47 км².